# Janne Korpi
Janne-Juhani Korpi (Vihti, 5 februari 1986) is een Finse snowboarder. Hij nam driemaal deel aan de Olympische Winterspelen, maar behaalde daarbij geen medaille.

## Carrière
Bij zijn wereldbekerdebuut, in december 2003 in Tandadalen, scoorde Korpi direct zijn eerste wereldbekerpunten, een maand later behaalde hij in Kreischberg zijn eerste toptienklassering. In oktober 2005 stond de Fin in Rotterdam voor de eerste maal in zijn carrière op het podium van een wereldbekerwedstrijd, drie maanden later boekte hij in Kreischberg zijn eerste wereldbekerzege. Tijdens de Olympische Winterspelen 2006 in Turijn eindigde Korpi als twintigste in de halfpipe.
Op de wereldkampioenschappen snowboarden 2007 in Arosa veroverde de Fin de bronzen medaille op het onderdeel Big Air, in de halfpipe eindigde hij op de vierde plaats. In Vancouver nam Korpi deel aan de Olympische Winterspelen 2010, op dit toernooi eindigde hij als vierentwintigste op het onderdeel halfpipe.
In het seizoen 2011/2012 veroverde de Fin de wereldbekers op de onderdelen halfpipe en big air en in het overall freestyle klassement. Tijdens de WSF wereldkampioenschappen snowboarden 2012 in Oslo werd Korpi uitgeschakeld in de kwartfinale op het onderdeel halfpipe. Op de FIS wereldkampioenschappen snowboarden 2013 in Stoneham-et-Tewkesbury sleepte hij de bronzen medaille in de wacht op het onderdeel slopestyle, op het onderdeel halfpipe eindigde hij op de elfde plaats.
In het seizoen 2012/2013 veroverde Korpi opnieuw de wereldbeker in het overall freestyle klassement.
In 2014 nam Korpi een derde keer deel aan de Olympische Spelen. Op de slopestyle eindigde hij 18e.

## Resultaten

### Olympische Winterspelen
| Jaar | Plaats    | Resultaten     |
| ---- | --------- | -------------- |
| 2006 | Turijn    | 20e Halfpipe   |
| 2010 | Vancouver | 24e Halfpipe   |
| 2014 | Sotsji    | 18e Slopestyle |

### Wereldkampioenschappen
| FIS  | FIS                    | FIS                       |
| Jaar | Plaats                 | Resultaten                |
| ---- | ---------------------- | ------------------------- |
| 2007 | Arosa                  | 4e Halfpipe · Big Air     |
| 2013 | Stoneham-et-Tewkesbury | 11e Halfpipe · Slopestyle |

| WSF  | WSF    | WSF         |
| Jaar | Plaats | Resultaten  |
| ---- | ------ | ----------- |
| 2012 | Oslo   | KF Halfpipe |

### Wereldbeker
Eindklasseringen
| Seizoen   | Algm | PAR  | HP     | BA     | SBS |
| --------- | ---- | ---- | ------ | ------ | --- |
| 2003/2004 | –    | –    | 37e    | 17e    | –   |
| 2004/2005 | –    | –    | 8e     | 15e    | –   |
| 2005/2006 | 15e  | –    | 12e    | 8e     | –   |
| 2006/2007 | 21e  | –    | 20e    | 8e     | –   |
| 2007/2008 | 7e   | –    | 7e     | Zilver | –   |
| 2008/2009 | 29e  | –    | 24e    | 8e     | –   |
| 2009/2010 | 8e   | –    | Zilver | 4e     | –   |
| 2010/2011 | 31e  | –    | –      | 15e    | –   |
| 2011/2012 | Goud | –    | Goud   | Goud   | 9e  |
| 2012/2013 | Goud | 147e | 6e     | 5e     | 18e |

Wereldbekerzeges
| Datum            | Plaats        | Onderdeel |
| ---------------- | ------------- | --------- |
| 9 januari 2006   | Kreischberg   | Halfpipe  |
| 4 februari 2007  | Turijn        | Big Air   |
| 17 november 2007 | Stockholm     | Big Air   |
| 31 oktober 2008  | Saas-Fee      | Halfpipe  |
| 22 november 2008 | Stockholm     | Big Air   |
| 22 januari 2010  | Stoneham      | Halfpipe  |
| 23 januari 2010  | Quebec        | Big Air   |
| 28 augustus 2011 | Cardrona      | Halfpipe  |
| 29 oktober 2011  | Londen        | Big Air   |
| 27 maart 2013    | Sierra Nevada | Halfpipe  |
| 13 december 2013 | Ruka          | Halfpipe  |